# Religión en Siria
La religión en Siria se compone de una amplia gama de religiones y sectas. Sin embargo, la pertenencia a una comunidad religiosa en Siria es normalmente determinada por el nacimiento.
Según una investigación realizada por Michael Izady, el 58,4% de los sirios son musulmanes sunitas, el 15,3% son alauitas y el 15,2% son cristianos, con el 9,1% restante perteneciendo a otras religiones.Datos del año 2022 informa que el 85,7 por ciento de los sitios son sanitas, un 12.3 por ciento alauítas y un dos por ciento pertenece a otras minorías religiosas.
No todos los sunitas son árabes, quienes representan el 60% -65% de la población. La mayoría de los kurdos, que representan el 9% de la población son oficialmente sunitas, al igual que los turcomanos que suponen el 1% de la población.
Una característica notable de la vida religiosa en Siria es la distribución geográfica de las minorías religiosas. La mayoría de los cristianos viven en Damasco, Alepo, Homs, y en otras grandes ciudades, junto con un número considerable en la Gobernación de Al-Hasakah, en el noreste de Siria, Tartus y Latakia. Casi el 90 por ciento de los alauitas viven en la zona costera del país, es decir, en la Gobernación de Latakia y la Gobernación de Tartus en las zonas rurales de Jabal un Nusayriyah, que constituyen más del 80 por ciento de la población rural de la zona costera. En Jabal al-Arab/Jabal al-Druze, una áspera región montañosa en el suroeste del país, es que habitada en más del 90 por ciento por los Drusos; algunas 120 aldeas son exclusivamente así. Los chiitas duodecimanos o imamíes se concentran en las zonas rurales de Homs, además de dos pueblos rurales en la Gobernación de Alepo, además de algunos que viven en Damasco. Los ismaelitas se concentran entre la región de Salamiyah y la región de Masyaf en la Gobernación de Hamah; aproximadamente 10.000 habitan en las montañas de la Gobernación de Tartus en una pequeña ciudad llamada Al-Qadmus. La comunidad de judíos sirios ha disminuido dramáticamente en los últimos 2 años. Algunas estimaciones indican que en Damasco permanecieron menos de 100 personas judías. Pero hay algunos otros que también en el área de Alepo, como son los yazidis, algunos de los cuales habitan en Jabal Sam an y alrededor de la mitad de los cuales viven en las cercanías de Amuda en Al-Jazira. Siria es un estado secular que permite la libertad religiosa, siendo el único país de Medio Oriente de habla árabe junto con el Líbano que no tiene una religión oficial de estado.

## Islam

La composición etno-religiosa de Siria en el año 1976

### Sunitas
El mayor grupo religioso existente en Siria es el de los musulmanes sunitas, que representan alrededor del 58% de la población,, de los cuales el 80% son árabes nativos de Siria, siendo compuesto el resto de los sunitas por los kurdos, turcomanos, circasianos y palestinos. El islam sunita establece el tono religioso de Siria y proporciona al país sus valores fundamentales. Los sunitas realizan casi todas las ocupaciones, pertenecen a todos los grupos sociales y a casi todos los partidos políticos, y viven en todas las partes del país. Sólo hay dos provincias en las que no son mayoría: Al-Suwayda, donde predominan los drusos,[cita requerida] y Latakia, donde son mayoría los alauitas. En Al Hasakah, los suníes son mayoría, pero la mayoría de ellos son kurdos en lugar de árabes.[cita requerida]
De las cuatro principales escuelas de ley islámica representadas en Siria son los de la escuela Shafii y la escuela Hanafi los que ponen mayor énfasis en la deducción analógica y basan sus decisiones más en los precedentes establecidos en casos anteriores que en la interpretación literal del Corán o el Sunna. Después del primer golpe de Estado en 1949, los waqfs fueron sacados de manos religiosas privadas y puestos bajo el control del gobierno. Los códigos civiles han modificado considerablemente la autoridad de las leyes Islámicas, y el papel educativo de los líderes religiosos musulmanes está disminuyendo con la desaparición gradual de las kuttabs, las escuelas-mezquitas tradicionales. A pesar de los códigos civiles presentados en los últimos años, Siria mantiene un sistema dual de sharia y tribunales civiles.
El 91,68% de la población siria profesa el Islam se trata de la religión más seguida por su población.

### Chiitas

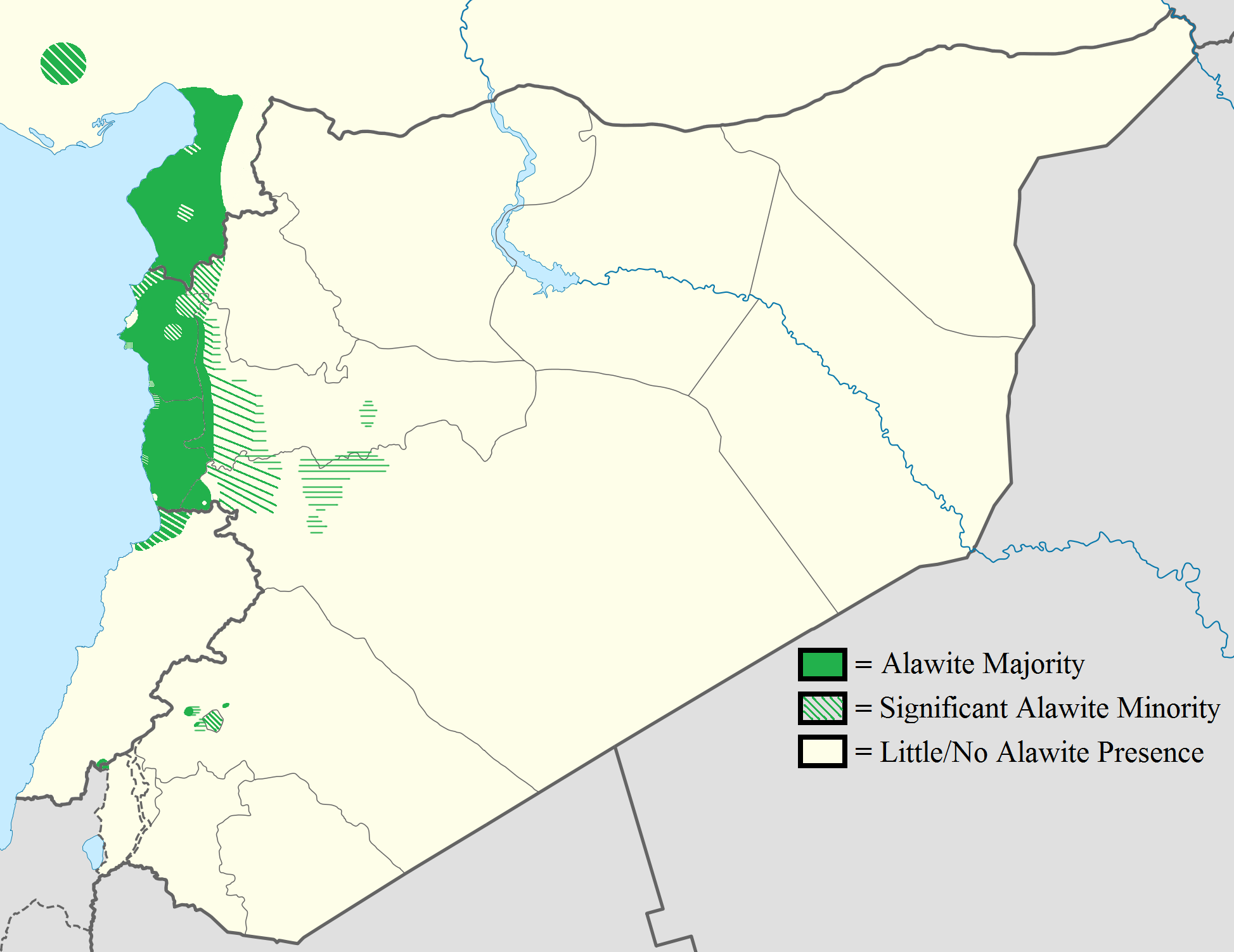
Distribución de los alauitas en el Levante.

Los chiitas en Siria se dividen en varios grupos: los imamíes/duodecimanos (0.5%), los ismaelitas (1.0%), también llamados sepetimanos, y los alauitas (15.5%).

#### Chiitas Duodecimanos/Imamíes
Los imamíes/duodecimanos, que contaban con unos 25.000 o el 0,5% de la población de Siria. En Damasco hay imamíes/duodecimanos que viven cerca de los lugares de peregrinación chiitas, especialmente en la cuadra al-Amara que se encuentra cerca de la Mezquita de los Omeyas y la Mezquita de Sayyidah Ruqaiah y la Mezquita Sayyidah Zaynab. Otro sitio importante es el cementerio Bab Saghir. Los chiitas duodecimanos en Siria tienen estrechos vínculos con los [Chiitas en el Líbano|chiitas libaneses]] duodecimanos. Los chiitas imamíes también se encuentran en las provincias de Idlib, Homs y Alepo. Véase Libaneses en Siria

#### Ismaelitas (Septimanos)
Los ismaelitas (septimanos) se dividen en dos grandes grupos, los mustaalis y los nizaris. Los ismaelitas de Siria, son cerca de 200.000 o el 1% de la población, son predominantemente nizaris. Originalmente agrupados en la Gobernación de Latakia, la mayoría de los Sirios Ismaelitas se han reasentado principalmente al sur de Salamiyah. Con la tierra otorgada a la comunidad ismaelita por Abdul Hamid II, el sultán del Imperio Otomano entre 1876 y 1909. Un par de miles de Ismaelitas viven en las montañas al oeste de Hamah, y alrededor de 5.000 están en Latakia. Los que pertenecen al grupo de las montañas del oeste son pobres y padecen hambre y el resultado de la sobrepoblación derivó hacia que más ricos viven en las zonas orientales así como la migración estacional para la zona de Salamiyah, donde muchos de ellos encuentran un empleo en el tiempo de la cosecha. Los ismaelitas de Salamiyah más ricos cuentan con tierra fértil y bien regada.

#### Alauitas
Los alauitas representan cerca de 2,350,562 o el 11% de la población de Siria, y constituyen la minoría religiosa más grande. Viven principalmente a lo largo de la costa en la Gobernación de Latakia, donde conforman más del 80 por ciento de la población rural. Durante siglos, los alauitas constituyeron la minoría más reprimida y explotada de Siria. En su mayoría trabajaban como sirvientes y campesinos arrendatarios o aparceros para terratenientes sunitas. Sin embargo, después de que el presidente alauita Hafez Assad y su clan familiar llegasen al poder en 1970, las condiciones de vida de los alauitas han mejorado considerablemente. Las divisiones por las rivalidades sectoriales -los alauitas carecían de un único y poderoso gobernante de familia- han llevado, desde la década de 1940, a la aparición de numerosos individuos alauitas que han alcanzado el poder y el prestigio de oficiales militares. Aunque tradicionalmente cultivadores sedentarios, los alauitas se reúnen en grupos muy parecidos a los de los pastores nómadas. Las cuatro confederaciones alauitas, cada uno dividido en grupos, son: Kalbiyah, Khaiyatin, Haddadin, y Matawirah.
Un tercio de los 250.000 varones alauitas en edad militar han muerto luchando en la Guerra Civil Siria. Los alauitas han sufrido como resultado de su apoyo para el gobierno de Bashar al Assad en contra de la mayoría de los grupos de oposición (principalmente sunitas) e ISIS.

## Drusos
La comunidad drusa en Siria representa el 4% de la población, viene a ser la abrumadora mayoría en Jabal al Arab, una áspera y robusta región montañosa en el suroeste de Siria. La religión drusa es una rama del islam chiita del siglo X de al-Hakim, el sexto califa fatimí de Egipto. Sin embargo, los drusos tienen un sentimiento auto-denominado "unitaria"[cita requerida] y sus miembros no son considerados musulmanes por algunos seguidores de la corriente principal del Islam, pero son consideradas legalmente como tales en Siria y el Líbano.
La comunidad drusa en Siria tienen un estatus de protección por el gobierno Sirio, hasta la Caída de la dinastía Ásad y la llegada al poder de Hayat Tahrir al-Sham organización radical islámica.

## Cristianismo
- Las dos principales ramas son:
  - Iglesia ortodoxa de Antioquía, iglesia ortodoxa en comunión con el Patriarca de Constantinopla, líder Patriarca de Antioquía y todo el Oriente actual: Juan X Yazigi.
  - Iglesia greco-melquita católica, iglesia católica en comunión con el Papa de Roma, líder Patriarcado de Antioquía de los melquitas actual: José I Absi.

Las comunidades cristianas de Siria, que antes del año 2006 representaban aproximadamente el 16% de la población, brotan en dos de las tres tradiciones. Las dos tradiciones representadas son el cristianismo protestante y el cristianismo siriaco. Estas tradiciones pueden ser distinguidas por cuales libros estaban en su canon del Nuevo Testamento. La tradición romana incluye aquellas iglesias que existían en el Imperio Romano o sus satélites, o se derivan de las Iglesias que existían en el Imperio Romano. Estos incluyen la iglesia Ortodoxa Oriental (la iglesia ortodoxa armenia y la iglesia ortodoxa siria), la  iglesia Ortodoxa (como la griega o la rusa), la Iglesia católica (Iglesia latina e Iglesias católicas orientales), y los protestantes. La Tradición Siríaca (o de Rito Oriental) está representada por la Iglesia Asiria de Oriente, la iglesia católica caldea y la Antigua Iglesia de Oriente, los miembros de la tradición siríaca son todos hablantes de arameo oriental de origen asirio. El número total de cristianos, no incluyendo los refugiados iraquíes cristianos, son alrededor de 2.4 millones de: 1.1 millones de la iglesia ortodoxa griega, 600.000 de la iglesia ortodoxa siria, 180,000 armenio cristianos (Iglesia apostólica armenia y la Iglesia católica armenia), De 300.000 católicos de diversos ritos y la Iglesia de Oriente (Asiria) y  320.000 de la Iglesia Protestante.
. Un pequeño número de sirios que son miembros de algunas denominaciones protestantes. Los Católicos están divididos en varios grupos: Católicos griegos (de un cisma en el Patriarcado greco-ortodoxo de Antioquía en 1724), Rito latino, los católicos armenios, los católicos siriacos/sirios, Católicos caldeos y católicos maronitas. La gran mayoría de los cristianos pertenecen a la rama Oriental de comuniones, que han existido en Siria desde los primeros días del Cristianismo. La principal rama Oriental son los grupos de la comunidad ortodoxa iglesias autónomas; las Iglesias católicas orientales, que están en comunión con Roma; y la independiente Iglesia Asiria de Oriente. Aunque cada grupo forma una comunidad independiente, los cristianos no obstante cooperan cada vez más, en gran parte debido a su temor a la reciente radicalización de grupos islamistas en la Guerra civil siria. En 1920 Siria tenía un 25% de cristianos en una población de 2,5 millones. Los cristianos han emigrado en mayor número que los musulmanes y tienen una menor tasa de natalidad.
Con la excepción de los armenios y asirios, la mayoría de los Sirios cristianos son sirios o árabes cristianos. Sin embargo, muchos cristianos, especialmente los ortodoxos orientales, se han unido al movimiento nacionalista árabe y algunos están cambiando sus nombres arameos u occidentalizados al árabe. Los sirios cristianos participen, en proporción a su número en los mismos asuntos políticos y administrativos que hacen los musulmanes. Especialmente entre los jóvenes, las relaciones entre cristianos y musulmanes están mejorando.
Hay varias diferencias sociales entre cristianos y musulmanes. Por ejemplo, en Siria, los cristianos están más altamente urbanizados que los musulmanes; muchos de ellos viven en o alrededor de Damasco, Alepo, Hamah o Latakia, y hay relativamente pocos de ellos en los grupos de menores ingresos. Proporcionalmente más cristianos que musulmanes son educados más allá del nivel primario, y hay relativamente más de ellos en el cuello blanco y ocupaciones profesionales. La educación que reciben los cristianos difiere de la de los musulmanes en el sentido de que muchos más niños de los padres cristianos han asistido a educación protestante en el exterior y en escuelas privadas. El protestantismo dio Con su mayor urbanización, ingresos y niveles educativo a  los cristianos y  por ello mantienen relación con otros sirios como la comunidad judía, antes de que la mayoría de los judíos emigraran a Israel.
La presencia de las comunidades cristianas se expresa también por la presencia de muchos monasterios en varias partes del país. Los cristianos, al igual que los alauitas y los drusos, apoyan en su gran mayoría al gobierno sirio de Bashar al Assad.
Las iglesias cristianas y religión Cristiana tienen un estatus de protección por el gobierno Sirio, hasta la Caída de la dinastía Ásad y la llegada al poder de Hayat Tahrir al-Sham organización radical islámica.

## Judaísmo
La mayoría de los judíos que ahora viven en el mundo árabe pertenecen a comunidades que se remontan a tiempos bíblicos u originarios, como las colonias de refugiados que huían de la Inquisición.
Las sinagogas de los judíos de la comunidad y la religión judía tienen un estatus de protección por el gobierno Sirio, hasta la Caída de la dinastía Ásad y la llegada al poder de Hayat Tahrir al-Sham organización radical islámica.

### Judíos Sirios
En Siria, los judíos de ambos orígenes eran menos de 3.000 en 1987. Después de la masiva emigración en 1992, hoy en día menos de 200 judíos viven en Siria, la mayoría en la capital. Los judíos sirios son de habla árabe y apenas se distinguen de los árabes alrededor de ellos. En Siria, como en otros lugares, el grado en que los judíos se someten a las disciplinas de su religión varía.
El gobierno trata a los judíos como una comunidad religiosa y no como un grupo racial. Los documentos oficiales se refieren a ellos como musawiyin (los seguidores de Moisés) y no yahudin (judíos).
Aunque la comunidad judía sigue ejerciendo una cierta autoridad sobre el estatuto personal de sus miembros, como un todo se encuentra bajo una considerable restricción, más a causa de factores políticos que religiosos. La libertad económica de los judíos es limitada y están bajo continua vigilancia por parte de la policía. [cita requerida]Su situación, aunque no era buena antes de la Guerra de junio de 1967, según los informes, ha deteriorado considerablemente desde entonces.

### Judíos Israelíes
Debido a que los Altos del Golán, que es vista internacionalmente como parte de Siria, ha sido ocupada y gobernada por Israel en la Guerra de los Seis Días. Ello se ha traducido en que la región está poblada por una afluencia de israelíes que se han convertido la mayoría absoluta. En 2010, los colonos judíos se había expandido a 20.000 que viven en 32 asentamientos.

## Yazidis
Durante los siglos XV y XVI, el grupo etno-religioso de los yazidis, cuya religión se remonta a tiempos preislámicos, emigraron desde el sur de Turquía y se establecieron en su presente fortaleza montañosa  – Jabal Sinjar, en el noreste de Siria y de Irak. A pesar de que algunos se encuentran dispersos en Irán, Turquía y el Cáucaso, Irak es el centro de su vida religiosa, es la casa de sus amir, y el sitio (en el norte de Mosul) de la tumba de su más venerado santo, Sheik Adi.
En 1964, había alrededor de 10.000 yazidis en Siria, principalmente en el Jazirah y al noroeste de Alepo; los datos de la población no estaban disponibles en 1987. Una vez seminómadas, la mayoría de los Yazidis ahora son sedentarios; no tienen jefes y, aunque en general son de habla kurda o de habla árabe, poco a poco están siendo asimilados en los alrededores de la población árabe.
Los yazidis en general se niegan a hablar de su fe, que, en cualquier caso, se conoce plenamente sólo en algunos pocos de entre ellos. La religión yazidí tiene elementos de las religiones mesopotámicas.

## Censos oficiales de Siria
- 1943[12]

| musulmanes sunitas           | musulmanes sunitas           | 1 971 053 |
| musulmanes chiitas           | musulmanes chiitas           | 12 742    |
| Alauitas                     | Alauitas                     | 325 311   |
| Ismaelitas                   | Ismaelitas                   | 28 527    |
| Drusos                       | Drusos                       | 87 184    |
| Yazidis                      | Yazidis                      | 2 788     |
| judíos                       | judíos                       | 29 770    |
| Asirio-Caldeo-Siriacos       | Ortodoxos siriacos/sirios    | 40 135    |
| Asirio-Caldeo-Siriacos       | Católicos siriacos/sirios    | 16 247    |
| Asirio-Caldeo-Siriacos       | Caldeos                      | 9 176     |
| Asirio-Caldeo-Siriacos       | "Nestorianos"                | 4 719     |
| Total Asirio-Caldeo-Siriacos | Total Asirio-Caldeo-Siriacos | 70 277    |
| Armenios                     | Gregorianos                  | 101 747   |
| Armenios                     | Católicos                    | 16 790    |
| Total de Armenios            | Total de Armenios            | 118 537   |
| Protestantes                 | Protestantes                 | 11 187    |
| Católicos latinos            | Católicos latinos            | 5 996     |
| Maronitas                    | Maronitas                    | 13 349    |
| Ortodoxos griegos            | Ortodoxos griegos            | 136 957   |
| Católicos griegos            | Católicos griegos            | 46 733    |
| Total de cristianos          | Total de cristianos          | 403 036   |
| TOTAL                        | TOTAL                        | 2 860 411 |

- Otros censos de Siria con datos religiosos: 1953 (con datos separados para cada comunidad cristiana, como en el de 1943)[14]
- 1960[15]
  - Musulmanes Sunitas: 75%
  - Musulmanes Chiitas: 14%
    - Alauitas: 11%
    - Imamíes: 2%
    - Ismaelitas 1%

  - Drusos: 3%
- Total de musulmanes: 92% (4,053,349)
- Total de cristianos: 7,8% (344,621)
- judíos: 0.2% (4,860)
- Total: 100% (4,403,172)

En el próximo censo de 1970 las estadísticas de religión no fueron mencionadas.

## Religión y ley
En materia de estatuto personal, tales como nacimiento, matrimonio y de herencia, los cristianos, los judíos, y los drusos siguen sus propios sistemas jurídicos. Todos los otros grupos minoritarios, en tales materias, están bajo la jurisdicción del código Musulmán. Sin embargo, en el año 2016 la región de facto autónoma Rojava por primera vez en la historia Siria introdujo y comenzó a promover el matrimonio civil como un paso hacia una sociedad secular abierta y matrimonios entre personas de diferentes orígenes religiosos.

## Leer más
- Marcel Stüssi MODELS OF RELIGIOUS FREEDOM: Switzerland, the United States, and Syria by Analytical, Methodological, and Eclectic Representation,  375 ff. (Lit 2012).